# Moto Hagio
Vous lisez un « article de qualité » labellisé en 2020.
Moto Hagio (萩尾望都, Hagio Moto) est une mangaka japonaise née le 12 mai 1949 à Ōmuta. Elle a principalement dessiné pour le compte de la maison d'édition Shōgakukan dans le domaine du shōjo manga, le manga féminin.
Elle commence sa carrière en 1969, et avec ses consœurs du Groupe de l'an 24, donne ses lettres de noblesse au shōjo manga dans les années 1970, jusqu'alors déconsidéré par les critiques et éditeurs de manga. Récompensée par plus de douze prix et décorations au Japon et à l'international, elle est regardée comme l'une des contributrices les plus importantes de l'histoire du manga.
Connue en dehors du Japon comme une pionnière du genre boys' love — histoires d'amour entre personnages masculins — avec Le Cœur de Thomas, elle est surtout appréciée au Japon pour ses œuvres de science-fiction comme Nous sommes onze ! ou Barbara, l'entre-deux-monde. Marquée par une relation difficile avec ses parents, la majorité de ses œuvres mettent en avant le thème de la famille dysfonctionnelle, avec une forte psychologisation de ses personnages.

## Biographie

### Jeunesse
Moto Hagio est née dans la ville minière d'Ōmuta dans la préfecture de Fukuoka en 1949. Son père, violoniste, travaille dans le port de la ville ; sa mère est femme au foyer. Elle a une grande sœur, une petite sœur ainsi qu'un petit frère. À cause du travail de son père, la famille Hagio ne cesse de déménager entre la ville d'Ōmuta et celle de Suita dans la préfecture d'Osaka.
Elle commence très tôt à dessiner sur son temps libre et, avec sa grande sœur, elle assiste à des cours particuliers d'art. Pour autant, sa mère comme son père ont une vision négative des bandes dessinées, qu'ils considèrent comme des livres s'adressant à des enfants ne sachant pas lire. De manière générale, elle entre en conflit avec ses parents et a le sentiment qu'ils la délaissent et lui préfèrent son frère et ses sœurs. Le climat à la maison mais aussi le climat social, marqué par des luttes syndicales violentes, la poussent à se réfugier dans les mangas,.
Elle commence à lire des mangas à partir du troisième grade de l'école primaire, autant des mangas provenant de librairies de prêt que des mangas disponibles dans la bibliothèque de l'école. Parmi les mangakas qui l'influencent particulièrement à cette époque, elle cite Osamu Tezuka, Shōtarō Ishinomori et Hideko Mizuno ; elle est en outre fascinée par les histoires de Masako Watanabe qui mettent en scène des jumeaux. Moto Hagio lit aussi de la littérature : si elle apprécie particulièrement les œuvres de Kenji Miyazawa, elle lit principalement de la littérature occidentale, notamment de la science-fiction et du fantastique avec les auteurs Isaac Asimov, Arthur C. Clarke ou encore Robert A. Heinlein,.
Elle rencontre à l'école une amie avec qui elle peut partager sa passion pour le manga. Toutes deux rêvent de devenir mangaka et commencent à dessiner des mangas. Mais c'est à l'entrée au lycée, en 1965, après une lecture du manga Shinsengumi (新選組) par Tezuka, qui la touche profondément, qu'elle pense sérieusement à devenir mangaka professionnelle. En 1967, elle commence à envoyer ses manuscrits à divers éditeurs de manga, notamment Kōdansha, Shūeisha ainsi qu'au magazine COM créé par Tezuka. Le lycée terminé, elle intègre le département de design de mode dans l'école de design de Fukuoka et continue d'envoyer des manuscrits à divers éditeurs.

### Début de carrière chez Kōdansha
Encore au lycée, Hagio découvre qu'une mangaka, Makiko Hirata, vit elle aussi à Ōmuta et mène sa carrière en parallèle du lycée. Lorsque Hirata termine ses études au lycée, elle déménage à Tokyo et propose à Hagio de la présenter à son éditeur. Une fois en école de design, Moto Hagio, dont les manuscrits ne trouvent pas d'éditeurs, accepte l'invitation de Hirata et publie dans le magazine Nakayoshi de Kōdansha, les histoires courtes Lulu to Mimi, en août 1969 et Suteki na mahō, en septembre.
Moto Hagio commence à travailler pour le magazine Nakayoshi avec un nouvel éditeur envoyé par Kōdansha mais les débuts de la mangaka sont difficiles : Nakayoshi suit une ligne éditoriale très stricte, orientée sur le thème du sport, tandis que Hagio souhaite faire des histoires sombres, de science-fiction ou fantastique. La plupart de ses manuscrits et idées sont donc rejetés. En plus de la pression éditoriale, ses parents ne cessent de lui demander de quitter le manga.
En suivant les contraintes éditoriales, elle parvient à publier Cool Cat, Bakuhatsu Kaisha et attire l'attention de Norie Masuyama. Les deux femmes deviennent rapidement amies et Masuyama introduit Hagio aux travaux du romancier Hermann Hesse, qui affecte et inspire grandement la mangaka. Son éditeur lui demande d'assister Keiko Takemiya, une jeune mangaka qui à cette époque travaille pour les magazines Nakayoshi, COM et Margaret. Les deux mangakas sympathisent et Takemiya explique à Hagio qu'elle compte déménager dans un appartement plus grand, et lui propose de vivre avec elle. Hagio qui a des difficultés à être publiée refuse d'abord, mais Takemiya lui présente Junya Yamamoto, éditeur travaillant pour Shōgakukan et rédacteur en chef du magazine Bessatsu Shōjo Comic, qui accepte de publier les manuscrits jusqu'alors rejetés. Hagio emménage alors avec Takemiya, non sans avoir eu des difficultés à obtenir l'accord de ses parents, qui refusent toujours son choix de carrière,.

### Le salon Ōizumi
Hagio et Takemiya s'installent en 1971 dans une maison mitoyenne du quartier Ōizumi de l'arrondissement Nerima de Tokyo, à proximité de là où habite Norie Masuyama. Masuyama rend très souvent visite aux mangakas. Ensemble elles décident de créer un « salon », à l'image des salons littéraires français du XIXe siècle, dans le but d'améliorer la qualité et surtout la réputation du shōjo manga, alors déconsidéré par les critiques et éditeurs de manga,.
De très nombreuses mangakas et assistantes participent au salon et forment le « Groupe de l'an 24 » : Nanae Sasaya, Ryōko Yamagishi, Yasuko Sakata, Shio Satō, et al..
Lors de cette période, l'an 24 initie le genre du shōnen'ai, l'ancêtre du boys' love moderne. Hagio publie une des œuvres pionnières du genre, le one shot Le pensionnat de novembre, dans le magazine Bessatsu Shōjo Comic en 1971. Elle s'essaye aussi à des œuvres plus philosophiques avec la série Poe no ichizoku, qui explore le sentiment de solitude d'une famille de vampires immortels. La série est pré-publiée à partir de 1972 de façon irrégulière dans le magazine Bessatsu Shōjo Comic et devient le premier grand succès de l'autrice, elle est aussi la première série que Shōgakukan publie sous format tankōbon.
Le salon Ōizumi prend fin en 1973 : après un voyage en Europe avec Hagio, Masuyama et Yamagishi, Takemiya annonce qu'elle met fin au salon et préfère continuer sa carrière seule. Quoi qu'il en soit, l'objectif du salon est atteint et le shōjo manga entre quelques années plus tard dans son « âge d'or » avec un fort intérêt des critiques et éditeurs de manga grâce aux travaux du groupe,.

### Premiers succès et science-fiction
En 1974, un éditeur travaillant pour le magazine Shōjo Comic, impressionné par le manga La Rose de Versailles de Riyoko Ikeda, demande à Hagio de créer une œuvre similaire : une longue série « dramatique, sérieuse et romantique » avec des personnages complexes. La mangaka lui propose de développer l'histoire du Pensionnat de novembre sous une forme longue. Ce nouveau manga, Le Cœur de Thomas, connaît quelques problèmes de popularité en début de pré-publication, mais devient bien vite une série à succès.
Les succès de Poe no ichizoku et du Cœur de Thomas permettent à Hagio de se libérer quelque peu des contraintes éditoriales et d'enfin publier ce qu'elle voulait depuis des années, à savoir des histoires de science-fiction, genre alors quasi inexistant dans le shōjo manga. Les éditeurs considéraient les autrices incapables de dessiner des véhicules correctement, et jugeaient que la science-fiction serait inappropriée pour un public féminin car trop riche en action, à l'image d’Astro, le petit robot de Tezuka et de Cyborg 009 d'Ishinomori, qui étaient à l'époque les principales œuvres de science-fiction en manga,.
Hagio publie son premier véritable manga de science-fiction en 1975 avec Nous sommes onze ! dans Bessatsu Shōjo Comic. Ce premier titre attire l'attention d'Osamu Tezuka et des deux romanciers de science-fiction Sakyō Komatsu et Ryū Mitsuse, qui soutiennent Hagio dans sa démarche. Pour s'établir en tant qu'autrice de science-fiction et s'émanciper des contraintes des magazines shōjo, Hagio adapte le roman Hyakuoku no Hiru to Sen'oku no Yoru de Ryū Mitsuse dans le magazine shōnen Weekly Shōnen Champion à partir de 1977 et publie en 1980 Gin no Sankaku et divers one shots dans un magazine consacré au genre, S-F Magazine. Elle continue toutefois de créer des mangas de science-fiction dans les magazines shōjo avec par exemple Star Red publié à partir de 1978 dans Shōjo Comic,.
Ces œuvres de science-fiction sont pour la plupart directement inspirées des œuvres du romancier Ray Bradbury, dont elle adaptera d'ailleurs plusieurs nouvelles dans l'anthologie manga U wa Uchuusen no U à partir de 1977 dans le magazine Margaret,.

### Shōjopour adulte et carrière à succès

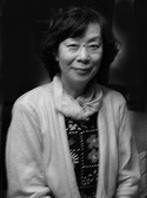
Moto Hagio en 2008.

En 1980, Junya Yamamoto devient rédacteur en chef d'un nouveau magazine de Shōgakukan, Petit Flower, destiné à un public féminin plus adulte. Moto Hagio y a une totale liberté d'expression, ce qui lui permet d'aborder des thématiques plus dures. Elle y publiera notamment à partir de 1980 le thriller criminel Mesh qui met en scène un parricide dans le milieu de la drogue, le manga de science-fiction post-apocalyptique Marginal à partir de 1987, ou encore Zankoku na kami ga shihai suru, sorte de réécriture plus adulte du Cœur de Thomas sur un adolescent abusé sexuellement par son beau-père, à partir de 1992. Avec ce magazine, Hagio se tient aussi à l'écart de développements contemporains du shōjo manga, notamment le redikomi ou encore le shōjo adulte inspiré du style de Kyōko Okazaki.
À partir de 2011, Moto Hagio commence à donner des cours sur le manga à l'université Joshibi d'art et design en tant qu'enseignante vacataire. La même année se produit l'accident nucléaire de Fukushima qui choque le Japon. Elle sera l'une des premières artistes à réagir à la catastrophe peu après Kotobuki Shiriagari, en publiant le manga Nanohana, ce qui contribue à libérer la parole sur l'incident et à d'autres artistes de lui emboîter le pas,.
En 2016, dans le cadre des quinze ans du magazine Monthly Flowers de Shōgakukan, Hagio revient sur son premier succès, Poe no ichizoku, en créant de nouvelles histoires autour des vampires du clan Poe, ceci quarante ans après la fin de la publication initiale de la série.

## Style et narration
Lorsqu'elle est interrogée sur ses influences visuelles, Moto Hagio répond qu'elle s'est principalement inspirée des mises en page de Shōtarō Ishinomori, des vêtements de Hideko Mizuno et des yeux de Masako Yashiro,.
Au début des années 1970, Hagio et ses consœurs de l'an 24 développent le shōjo manga comme un genre cohérent. Elles rassemblent les principaux développements visuels du shōjo conçus lors des années 1950 et 1960 par divers auteurs dans la lignée de Macoto Takahashi, pour les solidifier et ainsi former la « grammaire visuelle du shōjo manga ». Au centre de cette grammaire se trouvent les monologues intérieurs, rédigés en dehors des phylactères pour être fragmentés et éclatés sur l'ensemble de la page. Ces monologues permettent d'explorer l'intériorité des personnages ainsi que d'exprimer leurs émotions. Au niveau narratif ils deviennent au moins aussi importants que les dialogues et pallient l'absence de narration à la troisième personne.
Chez Hagio, les monologues sont souvent accompagnés de motifs symboliques qui débordent des cases et s'assemblent les uns dans les autres par couches tel un montage-collage, ce qui donne un effet en trois dimensions. Ces motifs sont principalement des fonds émotionnels (fleurs, nuages, trames, etc.), mais aussi des lignes à effet, des éclats et des onomatopées et servent à renforcer l'« exploration de l'intériorité » des personnages. Hagio ajoute à ses compositions les portraits en pieds développés par Macoto Takahashi, qu'elle contrebalance par une sur-imposition de portraits de tête afin de marquer, souligner, les personnages. L'objectif de ces compositions non linéaires, qui peuvent s'étendre sur l'ensemble de la planche, est de créer une atmosphère, plutôt que de décrire une succession d'actions.
Moto Hagio utilise aussi une mise en scène ainsi qu'un éclairage marqué par un fort contraste d'ombres et de lumières, qui donnent un effet théâtral à ses travaux, accentué par un surjeu de ses personnages, avec un travail particulier porté sur leur regard,.
Lorsque Hagio commence à écrire des mangas pour un public plus adulte, lors de l'élaboration de Mesh en 1980, elle adapte son style pour le rendre plus réaliste. Elle change notamment la proportion de ses personnages, qui jusqu'à présent avaient une tête proportionnellement plus grosse que le reste du corps, ce qui est perçu comme une caractéristique enfantine et inappropriée pour un public adulte. Elle altère aussi petit à petit son découpage des cases, notamment lors des années 2000, pour rendre son style plus accessible à un nouveau lectorat.

## Thèmes et motifs
Les œuvres d'Hagio appartiennent essentiellement aux genres de la science-fiction, du fantastique et du boys' love ; pour autant elle s'essaie à des thématiques variées notamment sur ses œuvres les plus courtes : musique et danse, chroniques sociales et environnementales, comédies animalières, récits historiques, etc. Et bien qu'elle publie essentiellement pour les publics féminins, elle parvient à aussi toucher un lectorat masculin.

### Famille dysfonctionnelle

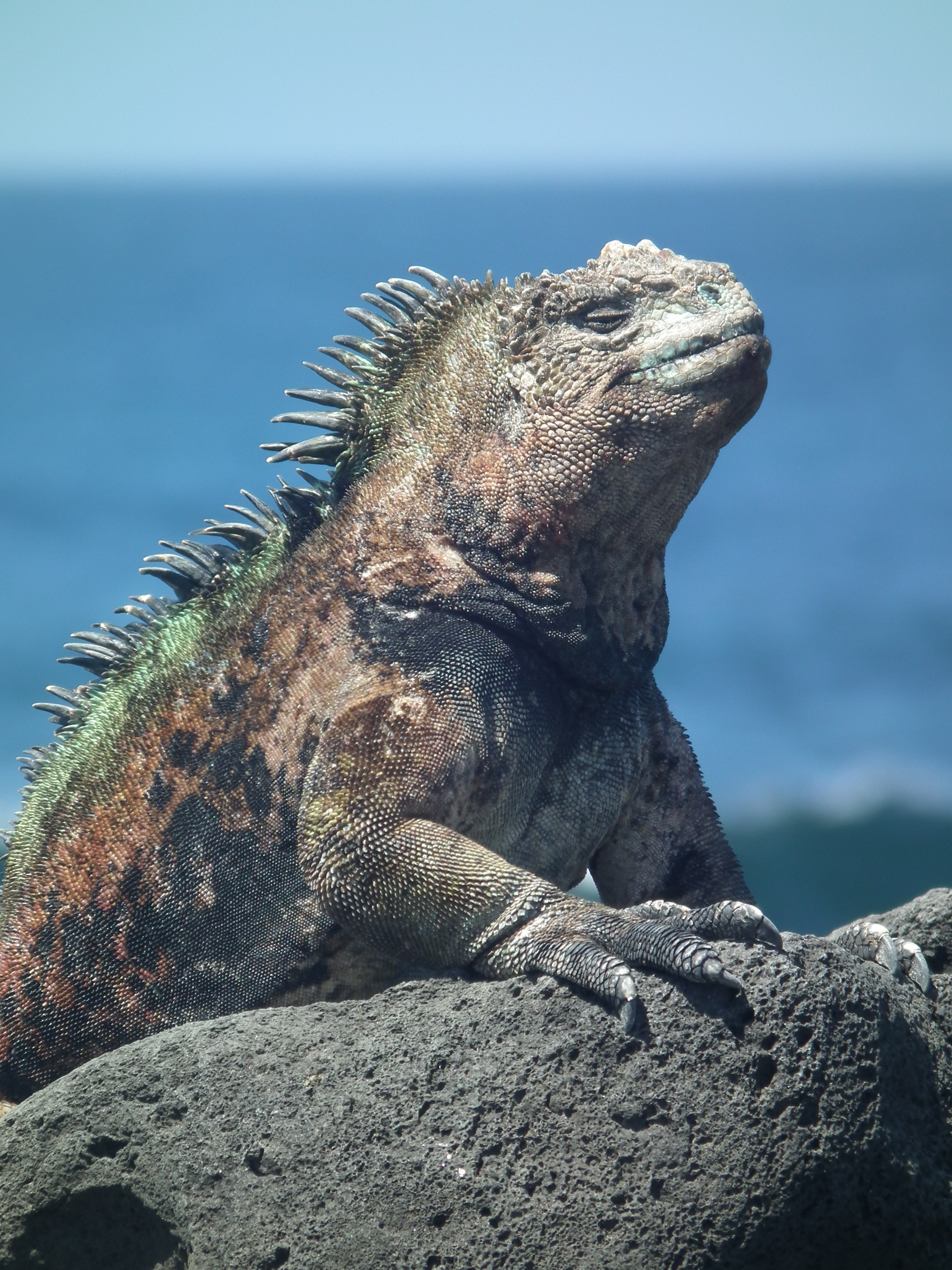
Un reportage sur les iguanes marins des Galapagos a inspiré à Hagio le manga La Princesse iguane. L'autrice s'est identifiée à l'animal qui comme elle se lamente sur son incapacité à devenir un être humain.

Tout au long de sa vie, Moto Hagio entretient une relation difficile avec ses parents, et plus particulièrement sa mère. Notamment ses parents réprouvent son choix de carrière, ceci malgré le succès de leur fille et les distinctions qu'elle reçoit. Ce n'est qu'en 2010, alors que Moto Hagio a 61 ans, que sa mère accepte finalement la profession de mangaka de sa fille. Cette relation difficile a un grand impact sur les histoires créées par la mangaka, alimentées par des lectures sur la psychologie familiale.
Les mangas apparaissent d'abord pour Hagio comme un moyen d'atteindre quelque chose de « beau », opposé à la réalité qui serait « laide ». Ainsi, elle évite d'abord de situer ses histoires dans le Japon contemporain et préfère déplacer ses intrigues dans une Europe éloignée ou dans l'espace avec la science-fiction. Dans ces cadres, elle aborde tout de même les relations familiales dysfonctionnelles avec, par exemple, Bianca, publié en 1970 et qui est vu comme une « revanche gothique » des enfants contre les parents par le critique Ken Parille.
Deux motifs familiaux apparaissent de façon prépondérante dans ses travaux. Premièrement celui des jumeaux : enfant, Moto Hagio a souvent rêvé avoir une sœur jumelle, ceci dans le but d'attirer davantage l'attention de sa mère. Secondement celui de la mère, qui est généralement incapable d'aimer ses enfants, peut être effrayante, et meurt régulièrement.
Le manga La Princesse iguane, publié en 1992, est un tournant dans la vie et carrière de Moto Hagio. Dans ce manga, de nature semi-autobiographique, une mère perçoit sa fille comme un iguane et la rejette ; la fille internalise ce rejet et devient elle aussi persuadée d'être un iguane. La Princesse iguane est pour Hagio un moyen de faire la paix avec sa mère, et depuis sa publication, elle se sent suffisamment à l'aise pour situer ses manga dans le Japon contemporain. Pour autant, la mangaka continue à aborder le thème de la famille de façon variée : abandon d'enfants, viol incestueux, avortement, deuil, etc..

### Bishōnenetboys' love

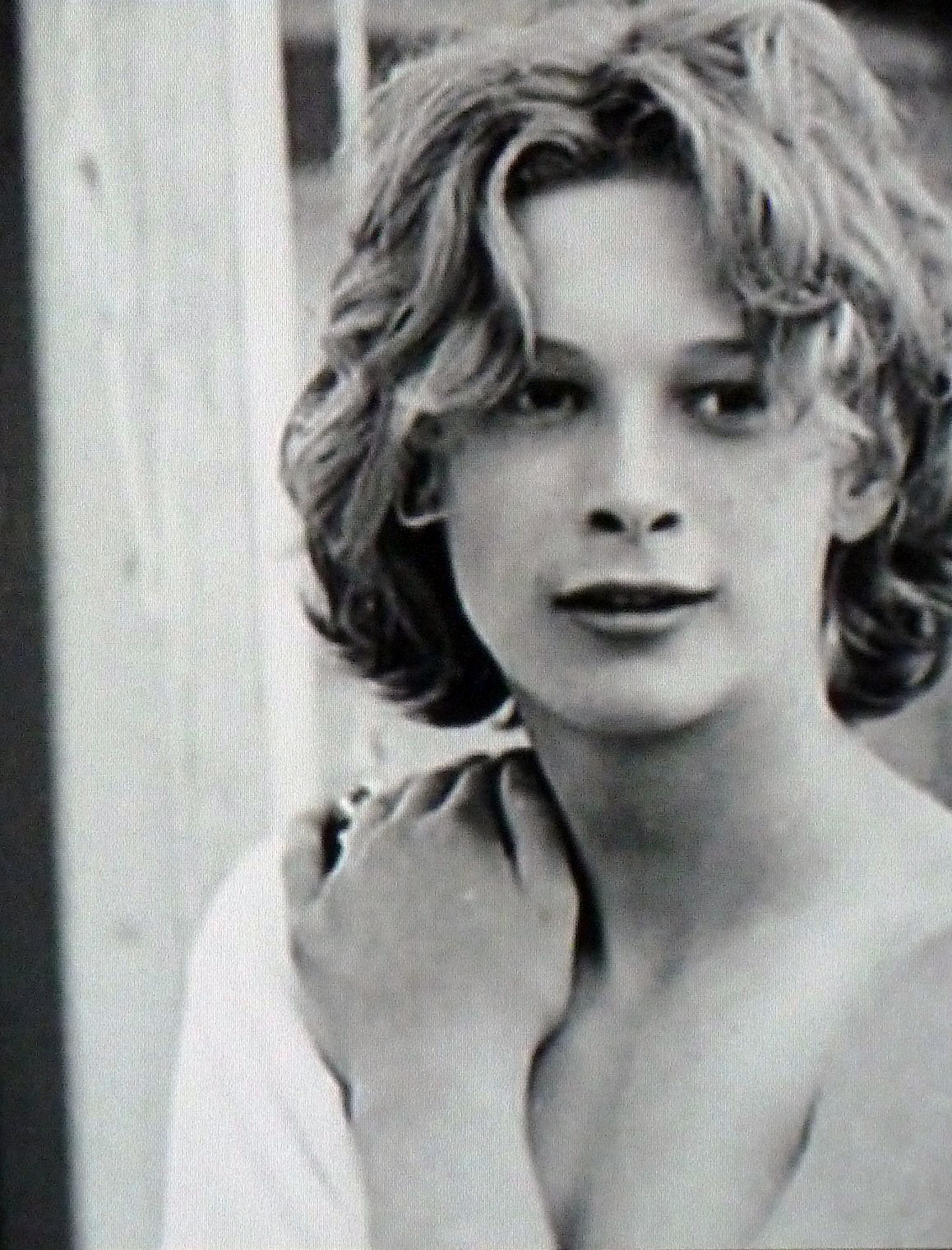
Les shōnen'ai de Moto Hagio sont notamment inspirés par des films mettant en scène de jeunes garçons dans des situations homo-érotiques, par exemple le personnage de Tadzio dans Mort à Venise.

Moto Hagio privilégie des protagonistes masculins sur des protagonistes féminins, notamment de beaux jeunes hommes, ou bishōnen. Elle considère que les protagonistes masculins sont « libérateurs » et lui permettent d'exprimer ce qu'elle souhaite avec facilité, au contraire des protagonistes féminins qui sont trop restreints par la société.
Elle introduit dans ses œuvres les protagonistes bishōnen à partir du manga Le pensionnat de novembre en 1971 : Hagio conçoit initialement le manga avec des protagonistes féminins pour se conformer aux conventions du shōjo manga de l'époque, résultant en une histoire du genre esu. Insatisfaite de cette version, elle change les protagonistes pour en faire des bishōnen, faisant entrer l'histoire dans le genre encore naissant du shōnen'ai, ancêtre du boys' love moderne.
Les bishōnen de Moto Hagio sont ainsi conçus pour être de genre neutre (中性, chūsei) et « non sexuels » : ils sont socialement masculins, physiquement androgynes et intérieurement féminins. Cette ambiguïté de genre autorise à plusieurs interprétations : par exemple, James Welker analyse cette ambiguïté sous l'angle lesbien quand l'analyste féministe Chizuko Ueno y voit une tentative de sortir de la dichotomie patriarcale par la création d'un « troisième sexe/genre ».

### Science-fiction féministe
Dans ses œuvres de science-fiction, Moto Hagio aborde de nombreuses thématiques, du clonage au voyage dans le temps, mais elle profite aussi des possibilités offertes par la science-fiction pour explorer la place de la femme dans la société, la maternité ou encore la fluidité du concept de genre. Dans ce domaine de la science-fiction féministe, elle est particulièrement influencée par les œuvres d'Ursula K. Le Guin.
Ainsi dans Nous sommes onze !, certains personnages appartiennent à des races asexuées à la naissance et dont le sexe est déterminé à l'âge adulte, Star Red a pour protagoniste une jeune femme qui a été enfantée par son père et Marginal se situe dans une société intégralement constituée d'hommes avec un important usage de bio-ingénierie sexuelle.
Cette science-fiction féministe, avec ses personnages de sexe et de genre flous, remet en cause le dualisme et dimorphisme sexuel et est perçue par Chizuko Ueno comme l'évolution de l'usage féministe du boys' love. Elle inspirera d'autres autrices de manga de science-fiction dans le shōjo telles que Reiko Shimizu ou Saki Hiwatari.

## Œuvre

### Séries manga
La liste qui suit référence les premières éditions en volumes reliés, qui peuvent se faire des années après la publication en magazine.
- Poe no ichizoku (ポーの一族, Pō no ichizoku?), Shōgakukan, 1974-1976 puis 2017-.
- Thomas no shinzō (トーマの心臓, Tōma no shinzō?), Shōgakukan, 1975.
- Jūichinin iru! (11人いる！?), Shōgakukan, 1976-1977.
- Alois (アロイス, Aroisu?), Hakusensha, 1976.
- Hyakuoku no Hiru to Sen'oku no Yoru (百億の昼と千億の夜?), Shōgakukan, 1977-1980.
- Tottemo shiawase Moto-chan (とってもしあわせモトちゃん?), Shōgakukan, 1977.
- U wa Uchūsen no U (ウは宇宙船のウ?), Shūeisha, 1978.
- Star Red (スター・レッド, Sutā Reddo?), Shōgakukan, 1980.
- Osorubeki Kodomo-tachi (恐るべき子どもたち?), Shūeisha, 1980.
- Mesh (メッシュ?), Shōgakukan, 1981-1984.
- Golden Lilac (ゴールデンライラック?), Shōgakukan, 1982.
- Gin no Sankaku (銀の三角?), Hayakawa Shobō, 1982.
- Mosaic Rasen (モザイク・ラセン, Mozaiku rasen?), Akita Shoten, 1982.
- Marginal (マージナル, Mājinaru?), Shōgakukan, 1986-1987.
- Kanzen hanzai "Fairy" (完全犯罪《フェアリー》?), Shōgakukan, 1988.
- Flower Festival (フラワー・フェスティバル?), Shōgakukan, 1989.
- Umi no Aria (海のアリア?), Kadokawa Shoten, 1990.
- Rōma e no Michi (ローマへの道?), Shōgakukan, 1990.
- Kansha Shirazu no Otoko (感謝知らずの男?), Shōgakukan, 1992.
- Zankoku na kami ga shihai suru (残酷な神が支配する?), Shōgakukan, 1993-2001.
- Abunai Oka no Ie (あぶない丘の家?), Kadokawa Shoten, 1993-1994.
- A, A' , Shōgakukan, 1995.
- Cake cake cake (ケーキケーキケーキ, Kēki kēki kēki?), Hakusensha, 1996.
- Kono ko urimasu ! (この娘うります！?), Hakusensha, 1996.
- Barbara Ikai (バルバラ異界, Barubara ikai?), Shōgakukan, 2003-2005.
- Koko de wa nai : doko ka (ここではない★どこか?), Shōgakukan, 2007-2016.
- Abunazaka Hotel (あぶな坂HOTEL?), Shūeisha, 2008.
- Leo-kun (レオくん, Reo-kun?), Shōgakukan, 2009.
- Hishikawa-san to Neko (菱川さんと猫?), Kōdansha, 2010.
- Nanohana (なのはな?), Shōgakukan, 2012.
- Ōhi Margot (王妃マルゴ, Ōhi Marugo?), Shūeisha, 2013-2020.
- Away (アウェイ), Shōgakukan, 2014-2015.

### One shotsmanga
One shots publiés dans des magazines ou plus rarement d'autres supports. Ils sont ensuite regroupés dans des anthologies sous le format de volumes reliés.
- 1969 :
  - Lulu to Mimi (ルルとミミ, Ruru to Mimi?), dans Nakayoshi.
  - Suteki na mahō (すてきな魔法?), dans Nakayoshi.
- 1970 :
  - Cool Cat (クールキャット, Kūru kyatto?), dans Nakayoshi.
  - Bakuhatsu Gaisha (爆発会社?), dans Nakayoshi.
  - Bianca (ビアンカ, Bianka?), dans Shōjo Friend.
- 1971 :
  - Porch de shōjo ga koinu to (ポーチで少女が小犬と?), dans COM.
  - Belle to Mike no ohanashi (ベルとマイクのお話し, Beru to Maiku no ohanashi?), dans Shōjo Comic.
  - Yuki no ko (雪の子?), dans Shōjo Comic.
  - Tō no aru ie (塔のある家?), dans Shōjo Comic.
  - Jenifer no koi no oaite wa (ジェニファの恋のお相手は, Jenifa no koi no oaite wa?), dans Nakayoshi.
  - Hanayome o hirotta otoko (花嫁をひろった男?), dans Shōjo Comic.
  - Katappo no furu gutsu (かたっぽのふるぐつ?), dans Nakayoshi.
  - Kawaisō na mama (かわいそうなママ?), dans Shōjo Comic.
  - Seirei-gari (精霊狩り?), dans Shōjo Comic.
  - Magdalene (モードリン, Mōdorin?), dans Shōjo Comic.
  - Sayo no nū yukata (小夜の縫うゆかた?), dans Shōjo Comic.
  - Kenneth ojisan to futago (ケネスおじさんとふたご, Kenesu ojisan to futago?), dans Shōjo Comic.
  - Mō hitotsu no koi (もうひとつの恋?), dans Shōjo Comic.
  - Jū-gatsu no shōjo-tachi (10月の少女たち?), dans COM.
  - Aki no tabi (秋の旅?), dans Shōjo Comic.
  - Jūichi-gatsu no Gymnasium (11月のギムナジウム, Jūichi-gatsu no gimunajiumu?), dans Shōjo Comic.
  - Shiroki mori shiroi shōnen no fue (白き森白い少年の笛?), dans Shōjo Comic.
  - Shiroi tori ni natta shōjo (白い鳥になった少女?), dans Shōjo Comic.
  - Sara-hill no seiya (セーラ・ヒルの聖夜, Sēra hiru no seiya?), dans Shōjo Comic.
- 1972 :
  - Asobi-dama (あそび玉?), dans Shōjo Comic.
  - Keito-dama ni jarenaide (毛糸玉にじゃれないで?), dans Shōjo Comic.
  - Mitsukuni no musume (みつくにの娘?), dans Shōjo Comic.
  - Gomen asobase! (ごめんあそばせ！?), dans Shōjo Comic.
  - Doa no naka no watashi no musuko (seirei-gari) (ドアの中のわたしのむすこ（精霊狩り）?), dans Shōjo Comic.
  - San-gatsu usagi ga shūdan de (3月ウサギが集団で?), dans Shōjo Comic.
  - Yōsei no komori (妖精の子もり?), dans Shōjo Comic.
  - Roku-gatsu no koe (6月の声?), dans Shōjo Comic.
  - Mamarēdo-chan (ママレードちゃん?), dans Shōjo Comic.
  - Mīa (ミーア?), dans Shōjo Comic.
- 1973 :
  - Kyabetsu-batake no isan sōzokunin (キャベツ畑の遺産相続人?), dans Shōjo Comic.
  - Oh My, Que Sera, Sera (オーマイ　ケセィラ　セラ, Ō mai keseira sera?), dans Shōjo Comic.
- 1974 :
  - Howard-san no shinbun kōkoku (ハワードさんの新聞広告, Hawādo-san no shinbun kōkoku?), dans Shōjo Comic.
  - Minna de ocha o (みんなでお茶を?), dans Shōjo Comic.
  - Unicorn no yume (ユニコーンの夢, Yunikōn no yume?), dans Shōjo Comic.
- 1975 :
  - Kono ko urimasu! (この娘うります！?), dans Shōjo Comic.
  - Onshitsu (温室?), dans Seventeen.
  - Akagge no itoko (赤ッ毛のいとこ?), dans Seventeen.
  - Violita (ヴィオリータ, Viorīta?), dans JOTOMO.
- 1976 :
  - American Pie (アメリカン・パイ, Amerikan pai?), dans Princess.
  - Hana to hikari no naka (花と光の中?), dans Shōjo Comic.
  - Kohan nite (湖畔にて?), dans Strawberry Fields.
- 1977 :
  - Kage no nai mori (影のない森?), dans Big Comic Original.
  - Jū-nen-me no Mari'e (Marié) (十年目の毬絵?), dans Big Comic Original.
  - Marine (マリーン, Marīn?), dans Seventeen.
- 1978 :
  - Hidari-kiki no Izan (左ききのイザン?), dans SF Fantasia.
- 1980 :
  - Gesshoku (月蝕?), dans Vampirella.
  - Rāginī (ラーギニー?), dans S-F Magazine.
  - Hōmonsha (訪問者?), dans Petit Flower.
  - Suimu (酔夢?), directement publié dans l'anthologie Kingin Sagan (金銀砂岸?).
  - Kin'yō no yoru no shūkai (金曜の夜の集会?), dans S-F Magazine.
- 1983 :
  - Shiro (城?), dans Petit Flower.
- 1984 :
  - Hanshin (半神?), dans Petit Flower.
  - Egg Stand (エッグ・スタンド, Eggu sutando?), dans Petit Flower.
  - Nise ō (偽王?), dans Petit Flower.
  - Herbal Beauty (ハーバル・ビューティ, Hābaru Byūti?), dans Bouquet.
  - Tenshi no gitai (天使の擬態?), dans Petit Flower.
  - Fune (船?), dans Petit Flower.
- 1985 :
  - Slow Down (スロー・ダウン, Surō daun?), dans Petit Flower.
  - Bara no kabin (ばらの花びん?), dans Petit Flower.
  - Yūjin K (友人K?), dans Grapefruit.
  - Kimi wa utsukushii hitomi (きみは美しい瞳?), dans Asuka.
- 1989 :
  - Kaizoku to Himegimi (海賊と姫君?), dans Petit Flower.
  - Aoi tori (青い鳥?), dans Petit Flower.
- 1990 :
  - Manatsu no yo no wakusei (planet) (真夏の夜の惑星（プラネット）?), dans Petit Flower.
- 1991 :
  - Rotbarth (ロットバルト, Rottobaruto?), dans Petit Flower.
  - Juliette no koibito (ジュリエットの恋人, Jurietto no koibito?), dans Petit Flower.
  - Catharsis (カタルシス, Katarushisu?), dans Petit Flower.
- 1992 :
  - Iguana no musume (イグアナの娘?), dans Petit Flower.
- 1994 :
  - Gogo no hizashi (午後の日射し?), dans Big Gold.
  - Gakkō e iku kusuri (学校へ行くクスリ?), dans Big Gold.
- 1998 :
  - Kaette kuru ko (帰ってくる子?), dans Child Igyō Collection 7.
- 2006 :
  - Nagagutsu o haita shima neko (長靴をはいたシマ猫?), dans Neko moto.
- 2007 :
  - Birthday Cake (バースディ・ケーキ, Bāsudei kēki?), dans SF Japan.
- 2008 :
  - Nekomoto clinic (猫本クリニック, Nekomoto kurinikku?), dans Neko moto 2.
- 2016 :
  - Yura no to o (由良の門を?), dans Monthly Afternoon.
- 2018 :
  - Basutei nite (バス停にて?), dans Morning.

### Traductions françaises
- Le Cœur de Thomas (トーマの心臓, Tōma no shinzō?), Kazé, coll. « Kazé classic », 2012.
- Le Clan des Poe (ポーの一族, Pō no ichizoku?), Akata, coll. « Héritage », deux volumes, 2023 - 2024.
- Barbara, l'entre-deux-mondes (バルバラ異界, Barubara ikai?), Akata, coll. « Héritage », deux volumes, 2024.
- Leo (レオくん, Reo-kun?), Akata, 2024. Auparavant publié à compte d'auteur lors de la Japan Expo 2012[2].
- Une infinité de jours et de nuits (Hyakuoku no Hiru to Sen'oku no Yoru, 百億の昼と千億の夜?), Akata,2025.
- Fragments d'espoir (Nanohana), Akata, 2025.

En 2013, Glénat publie une anthologie d'œuvres de Hagio en deux tomes, nommée Moto Hagio : Anthologie. Une réédition sort en 2024. Cette anthologie comprend les histoires suivantes :
- Tome 1 : De la rêverie.
  - Un rêve ivre (酔夢, Suimu?).
  - Nous sommes onze ! (11人いる！, Jūichi-nin iru!?).
  - Le petit flûtiste de la forêt blanche (白き森白い少年の笛, Shiroki mori shiroi shōnen no fue?).
- Tome 2 : De l'humain.
  - La Princesse iguane (イグアナの娘, Iguana no musume?).
  - Mon côté ange (半神, Hanshin?).
  - Le pensionnat de novembre (11月のギムナジウム, Jūichi-gatsu no Gymnasium?).
  - Pauvre maman (かわいそうなママ, Kawaisō na mama?).
  - Le coquetier (エッグ・スタンド, Egg Stand?).

En 2020, Glénat publie une anthologie de manga nommée Neo Parasite, qui rend hommage au manga Parasite de Hitoshi Iwaaki et comprend une histoire courte de Hagio :
- Sur l'estier de l'Yura (由良の門を, Yura no to o?).

## Réception

### Influence
L'influence de Moto Hagio sur l'histoire du manga est très importante,,. Avec ses consœurs du Groupe de l'an 24, elle « révolutionne » le shōjo manga, avant de le faire entrer dans son « âge d'or », ce qui place le shōjo manga au cœur de la production manga au début des années 80 et attire un lectorat masculin. Avec Keiko Takemiya elle fonde le genre du shōnen'ai, qui est ensuite développé par des consœurs de l'an 24 pour évoluer lors des années 1980 et prendre finalement le nom de boys' love, l'un des principaux genres du manga. Enfin, elle permet l'établissement de la science-fiction comme genre à part entière dans le shōjo manga.
Son influence sur la science-fiction dépasse la sphère manga et s'étend sur la littérature, notamment grâce à ses illustrations de romans de science-fiction et de fantasy. Ainsi des romanciers de science-fiction tels que Azusa Noa ou Baku Yumemakura se déclarent directement influencés par les œuvres de Moto Hagio.

### Distinctions
Moto Hagio a reçu tout au long de sa carrière de nombreuses récompenses. Elle remporte le 21e prix du manga Shōgakukan en 1976 pour ses deux mangas Nous sommes onze ! et Le Clan des Poe. Elle reçoit ensuite les 11e, 14e et 16e prix Seiun pour respectivement ses mangas Star Red, Gin no Sankaku et X + Y.
En 1997, son manga Zankoku na kami ga shihai suru reçoit le prix de l'excellence lors du premier prix culturel Osamu Tezuka, puis en 2006 son manga Barbara Ikai remporte le 27e prix Nihon SF Taisho.
Par la suite, l'ensemble de son œuvre est récompensé, d'abord par le prix Inkpot en 2010, puis en 2011 par le 40e prix du ministère de la Culture au Prix de l'Association des auteurs de bande dessinée japonais. Elle devient en 2012 la première femme mangaka à être récompensée de la médaille au ruban pourpre ; la même année, elle reçoit aussi le 12e prix Sense of Gender pour son manga Nanohana et l'ensemble de son œuvre.
En 2017, Moto Hagio est récompensée, pour ses innovations dans le manga, du prix Asahi dans le domaine des arts. À la fin de l'année, elle reçoit le 52e prix de la culture jeunesse décerné par le groupe industriel JXTG. Ce prix récompense les personnes qui ont grandement contribué à la culture jeunesse. Moto Hagio est la première mangaka à recevoir le prix. L'année suivante, en 2018, lors du 8e grand prix du manga de la préfecture d'Iwate, son manga Nanohana est récompensé de la 3e édition du prix spécial, qui récompense les titres participant à la promotion et à la reconstruction de la préfecture depuis le tsunami et l'incident nucléaire de 2011. En 2019, elle est déclarée personne de mérite culturel. En 2022 elle est élue au temple de la renommée Will Eisner américain.
Invitée d'honneur pour l'édition 2024 du Festival international de la bande dessinée d'Angoulême, une exposition rétrospective lui est consacrée. Elle reçoit à cette occasion le Fauve d'honneur pour l'ensemble de son œuvre.

#### Articles et ouvrages
- [Shamoon 2012] (en) Deborah Shamoon, « The Revolution in 1970s Shōjo Manga », dans Passionate Friendship : The Aesthetics of Girl's Culture in Japan, Université d'Hawaï, 2012 (ISBN 978-0-82483-542-2).
- [Brient 2013] Hervé Brient, « Hagio Moto, une artiste au cœur du manga moderne », sur du9, décembre 2013 (consulté le 23 mai 2016).
- [Pinon & Lefebvre 2015] Matthieu Pinon et Laurent Lefebvre, « Moto Hagio », dans Histoire(s) du manga moderne : 1952-2012, Ynnis, 2015 (ISBN 9-791-09337-622-6), p. 63.
- [Harada 2015] (en) Kazue Harada, Japanese Women's Science Fiction : Posthuman Bodies and the Representation of Gender, Arts & Sciences Electronic Theses and Dissertations, 2015 (lire en ligne).
- [Takeuchi 2018] (ja) Miho Takeuchi, « 「萩尾望都SF原画展　宇宙にあそび、異世界にはばたく」レビュー », sur Agence pour les Affaires culturelles,‎ 6 juillet 2018 (consulté le 19 décembre 2019).
- [Tamura 2019] (en) Kaoru Tamura, When a Woman Betrays the Nation : an Analysis of Moto Hagio’s The Heart of Thomas, Arts & Sciences Electronic Theses and Dissertations, 2019 (lire en ligne).
- [Nakagawa 2019-9] (ja) Yūsuke Nakagawa, « 最初の女性コミック誌「ファニー」と、萩尾望都のデビュー », 幻冬舎 plus, Gentōsha, オトコ・マンガ／オンナ・マンガの世界,‎ 1er octobre 2019, article no 9 (lire en ligne, consulté le 11 décembre 2019).
- [Nakagawa 2019-10] (ja) Yūsuke Nakagawa, « 大泉サロン誕生 », 幻冬舎 plus, Gentōsha, オトコ・マンガ／オンナ・マンガの世界,‎ 8 octobre 2019, article no 10 (lire en ligne, consulté le 11 décembre 2019).
- [Nakagawa 2019-12] (ja) Yūsuke Nakagawa, « 『ポーの一族』『ベルサイユのばら』――新しい少女マンガが同時多発 », 幻冬舎 plus, Gentōsha, オトコ・マンガ／オンナ・マンガの世界,‎ 22 octobre 2019, article no 12 (lire en ligne, consulté le 16 décembre 2019).
- [Nakagawa 2019-15] (ja) Yūsuke Nakagawa, « 『地球（テラ）へ…』と『百億の昼と千億の夜』前史 », 幻冬舎 plus, Gentōsha, オトコ・マンガ／オンナ・マンガの世界,‎ 12 novembre 2019, article no 15 (lire en ligne, consulté le 11 décembre 2019).
- [Nakagawa 2019-16] (ja) Yūsuke Nakagawa, « 「少女漫画」の枠からはみ出てゆく竹宮、萩尾作品 », 幻冬舎 plus, Gentōsha, オトコ・マンガ／オンナ・マンガの世界,‎ 19 novembre 2019, article no 16 (lire en ligne, consulté le 11 décembre 2019).

#### Encyclopédies
- [Tokuhara &  Toku 2019] (en) Yoshiko Tokuhara et Masami Toku, « Hagio Moto », sur The Encyclopedia of Science Fiction, 13 mai 2019 (consulté le 25 novembre 2019)

#### Interviews
- [Thorn 2005] (en) Rachel Matt Thorn, « The Moto Hagio Interview », The Comics Journal, no 268,‎ juillet 2005 (lire en ligne, consulté le 24 novembre 2019).
- [Toku 2015] (en) Masami Toku (éditeur), « Profile and Interview with Moto Hagio », dans International Perspectives on Shojo and Shojo Manga : The Influence of Girl Culture, Routledge, 2015 (ISBN 978-1-31761-075-5), p. 205-212.

### Filmographie et conférences
- [Hagio 2012] Moto Hagio « Conférence de Moto Hagio » (19 février 2012)  (lire en ligne, consulté le 26 novembre 2019)
- [Urasawa 2016] (ja) Naoki Urasawa, 浦沢直樹の漫勉 : 萩尾望都, Happinet Pictures,‎ 2016.
- [Hagio 2019] (en) Moto Hagio « It's a Girls' World: Talk on Shōjo Manga with Artist Hagio Moto and Editor Furukawa Asako » (20 mai 2019)  (lire en ligne, consulté le 26 novembre 2019)